# Islande aux Jeux olympiques d'été de 2016
L'Islande participe aux Jeux olympiques de 2016 à Rio de Janeiro au Brésil du 05 au 21 août 2016. Il s'agit de sa 19e participation à des Jeux olympiques d'été.

## Athlétisme

### Femmes

#### Courses
| Athlète             | Épreuve | Séries        | Séries | Quarts de finale | Quarts de finale | Demi-finales | Demi-finales | Finale   | Finale   |
| Athlète             | Épreuve | Résultat      | Rang   | Résultat         | Rang             | Résultat     | Rang         | Résultat | Rang     |
| ------------------- | ------- | ------------- | ------ | ---------------- | ---------------- | ------------ | ------------ | -------- | -------- |
| Aníta Hinriksdóttir | 800 m   | 2 min 00 s 14 | 6e     | Éliminée         | Éliminée         | Éliminée     | Éliminée     | Éliminée | Éliminée |

#### Concours
| Athlète            | Épreuve           | Qualification | Qualification | Finale   | Finale   |
| Athlète            | Épreuve           | Distance      | Rang          | Distance | Rang     |
| ------------------ | ----------------- | ------------- | ------------- | -------- | -------- |
| Ásdís Hjálmsdóttir | Lancer du javelot | 60,45 m       | 21e           | Éliminée | Éliminée |

## Natation
| Athlète            | Épreuve      | Séries        | Séries | Demi-finales | Demi-finales | Finale  | Finale  |
| Athlète            | Épreuve      | Temps         | Rang   | Temps        | Rang         | Temps   | Rang    |
| ------------------ | ------------ | ------------- | ------ | ------------ | ------------ | ------- | ------- |
| Anton Sveinn McKee | 100 m brasse | 1 min 01 s 84 | 35e    | Éliminé      | Éliminé      | Éliminé | Éliminé |
| Anton Sveinn McKee | 200 m brasse |               |        |              |              |         |         |

| Athlète                   | Épreuve            | Séries        | Séries | Demi-finales  | Demi-finales | Finale  | Finale  |
| Athlète                   | Épreuve            | Temps         | Rang   | Temps         | Rang         | Temps   | Rang    |
| ------------------------- | ------------------ | ------------- | ------ | ------------- | ------------ | ------- | ------- |
| Eygló Ósk Gústafsdóttir   | 100 m dos          | 1 min 00 s 89 | 16e Q  | 1 min 00 s 65 | 14e          | Éliminé | Éliminé |
| Eygló Ósk Gústafsdóttir   | 200 m dos          |               |        |               |              |         |         |
| Hrafnhildur Lúthersdóttir | 100 m brasse       |               |        |               |              |         |         |
| Hrafnhildur Lúthersdóttir | 200 m brasse       |               |        |               |              |         |         |
| Hrafnhildur Lúthersdóttir | 200 m quatre nages |               |        |               |              |         |         |